# Lakhimpur
Lakhimpur est une ville indienne située dans le district de Lakhimpur Kheri dans l’État de l'Uttar Pradesh. En 2011, sa population était de 152 010 habitants.

## Traduction
- (en) Cet article est partiellement ou en totalité issu de l’article de Wikipédia en anglais intitulé « Lakhimpur, Uttar Pradesh » (voir la liste des auteurs).